# Флорес (департамент)
Флорес (ісп. Flores) — департамент Уругваю, розташований на південному заході центральної частини країни. Столицею є м. Тринідад. Межує на півночі з департаментом Дурасно, на сході — з Флоридою, на півдні — з Сан-Хосе та з Колонією на заході.
Названий на честь Генерала Венансіо Флореса, який був видатним військовим та політичним діячем Уругваю XIX ст. і був родом з цих країв.
Це також найменш густонаселений департамент, що налічує 25 050 жителів, більшість з яких (21 429 чол.) зосереджені в столиці провінції, згідно перепису, що був проведений 2011 року.

## Населення

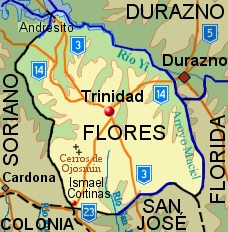
Топографічна карта Флореса

Демографічна ситуація департаменту Флорес на 2013 рік:
- Чисельність населення: 26 513 (13 165 чоловіків, 13 348 жінок)
- Темпи зростання населення: −0,02%
- Народжуваність: 11,73 народжень/1 000 осіб
- Смертність: 10,08 смертей/1 000 осіб
- Середній вік: 34,3 р. (33,2 р. у чоловіків, 35,5 р. у жінок)
- Середня тривалість життя:
  - Загальна: 77,63 років
  - Чоловіків: 73,65 років
  - Жінок: 81,77 років

### Історичні зміни
| Рік  | Чисельність населення |
| ---- | --------------------- |
| 1963 | 23 805                |
| 1975 | 25 006                |
| 1985 | 24 739                |
| 1996 | 25 030                |
| 2004 | 25 104                |
| 2011 | 25 050                |
| 2013 | 26 513                |

### Населенні пункти
Станом на 2011 рік.
| Місто                    | Населення |
| ------------------------ | --------- |
| Тринідад (ісп. Trinidad) | 21 429    |

| Місто / Поселення                       | Населення |
| --------------------------------------- | --------- |
| Ісмаель Кортінас (ісп. Ismael Cortinas) | 918       |
| Андресіто (ісп. Andresito)              | 261       |

## Адміністративний поділ
Департамент Флорес має 1 муніципалітет:
- Муніципалітет Ісмаель Кортінас (ісп. Municipio de Ismael Cortinas)